# Gino Clara
Gino Agustín Clara (Avellaneda, 26 maggio 1988) è un calciatore argentino, attaccante dell'Huracán (CR).

## Caratteristiche tecniche
È un calciatore dotato di buona tecnica e di corsa e ricopre il ruolo di attaccante esterno.

## Carriera
Cresciuto nelle giovanili dell'Huracán, ha esordito in prima squadra nella stagione 2009-2010.
Il 15 luglio 2011 passa in prestito per due anni all'Independiente.
Nell'ottobre 2014 firma un contratto con la Triestina, dopo esser rimasto svincolato nel giugno dello stesso anno.